# Araeognatha ambigua
Araeognatha ambigua är en fjärilsart som beskrevs av John Henry Leech. Araeognatha ambigua ingår i släktet Araeognatha och familjen nattflyn. Inga underarter finns listade i Catalogue of Life.